# Orage (cacciatorpediniere)
L'Orage fu un cacciatorpediniere della Marine nationale francese, entrato in servizio nel dicembre 1926 come parte della classe Bourrasque.
Attivo durante la seconda guerra mondiale, il cacciatorpediniere operò inizialmente nella scorta ai convogli navali tra la Francia e il Marocco francese, prima di essere inviato nel maggio 1940 nel canale della Manica per supportare i reparti a terra durante gli scontri della campagna di Francia. Il 23 maggio 1940, mentre partecipava ai combattimenti della battaglia di Boulogne, l'Orage fu raggiunto da bombe sganciate da velivoli tedeschi; in preda alle fiamme, il cacciatorpediniere affondò infine nelle acque davanti Boulogne-sur-Mer.

## Storia
La nave venne impostata nei cantieri della ditta Chantiers Navals Français di Caen il 20 agosto 1923, venendo varata il 30 agosto 1924 con il nome di Orage ("temporale" in lingua francese) per poi entrare in servizio il 1º dicembre 1926. L'unità fu inizialmente messa in forza alla Divisione della Manica e del Mare del Nord (Division Navale de la Manche et de la Mer du Nord) di base a Brest, ma venne ben presto trasferita in forza allo squadrone cacciatorpediniere francese del mar Mediterraneo (Deuxième Escadre, divenuto poi 2ème division de torpilleurs nel 1932 e Groupe de complément nel 1936).
Dopo lo scoppio della guerra civile spagnola, nel giugno 1937 l'Orage fu trasferito lungo la costa atlantica della Francia e, di base a La Rochelle e Le Verdon-sur-Mer, venne impiegato per monitorare i movimenti navali degli opposti contendenti lungo la costa settentrionale della Spagna. Il 25 ottobre dello stesso anno, insieme ai gemelli Bourrasque e Ouragan, prestò assistenza alle numerose imbarcazioni di ogni tipo cariche di profughi fuggiti dopo l'occupazione di Gijón da parte dei reparti nazionalisti.
Al momento dello scoppio della seconda guerra mondiale nel settembre 1939 l'Orage era assegnato alla 4ème division de torpilleurs di base a Brest, venendo subito impiegato in operazioni di scorta nelle acque dell'Atlantico: il 3 settembre salpò da Brest per proteggere il passaggio della petroliera Saintonge attraverso il Raz de Sein, il 5 settembre accompagnò una sortita in mare della Force de Raid mentre l'11 settembre fu inviato nel Golfo di Biscaglia per aggregarsi alla scorta di un convoglio diretto a Casablanca. Raggiunta Gibilterra, il 19 settembre il cacciatorpediniere scortò un convoglio francese nel Mediterraneo, per poi accompagnare tra la fine di settembre e la metà di novembre tre convogli lungo la rotta Casablanca - Le Verdon. Il 5 dicembre 1939, mentre scortava un nuovo convoglio, l'Orage entrò in collisione davanti Casablanca con il transatlantico Marrakech, dovendo quindi dirigere a Biserta per le riparazioni nel locale arsenale navale. Rientrato a Brest il 15 aprile 1940 scortando il transatlantico Président Doumer salpato da Orano, l'Orage scortò tra il 21 e il 24 aprile un convoglio diretto da Brest a Greenock in Scozia; alla fine di aprile il cacciatorpediniere accompagnò un convoglio diretto nel Mediterraneo, per poi salpare il 10 maggio da Casablanca e rientrare a Brest scortando un secondo convoglio.
Il 20 maggio 1940, con la campagna tedesca in Francia in pieno svolgimento, l'Orage lasciò Brest per Cherbourg, unendosi alla 1ére division de torpilleurs impegnata a supportare i reparti degli Alleati lungo le coste francesi dello stretto di Dover. Il 23 maggio l'Orage raggiunse con il resto della divisione le acque antistanti il porto di Boulogne-sur-Mer, in quel momento sotto attacco da parte dei tedeschi, supportando con il tiro dei suoi cannoni la guarnigione della città. Verso le 18:00 la formazione di cacciatorpediniere francesi venne attaccata da un gruppo di circa 30 bombardieri tedeschi: l'Orage, che navigava in coda alla formazione, fu raggiunto da alcuni ordigni che causarono un incendio, rapidamente propagatosi ai serbatoi di combustibile e ai depositi delle munizioni. Ormai condannata, la nave venne evacuata ordinatamente dall'equipaggio, tratto in salvo dai cacciatorpediniere della 1ére division e da un paio di cacciasommergibili; il comandante dell'Orage, capitano di corvetta Roger Vincent Marie Viennot De Vaublanc, espresse l'intenzione di affondare con la nave, ma fu poi tratto in salvo dai suoi ufficiali su ordine del comandante della flottiglia. Lo scafo in fiamme del cacciatorpediniere affondò infine con la perdita di 28 membri del suo equipaggio.